# Maternidad estelar

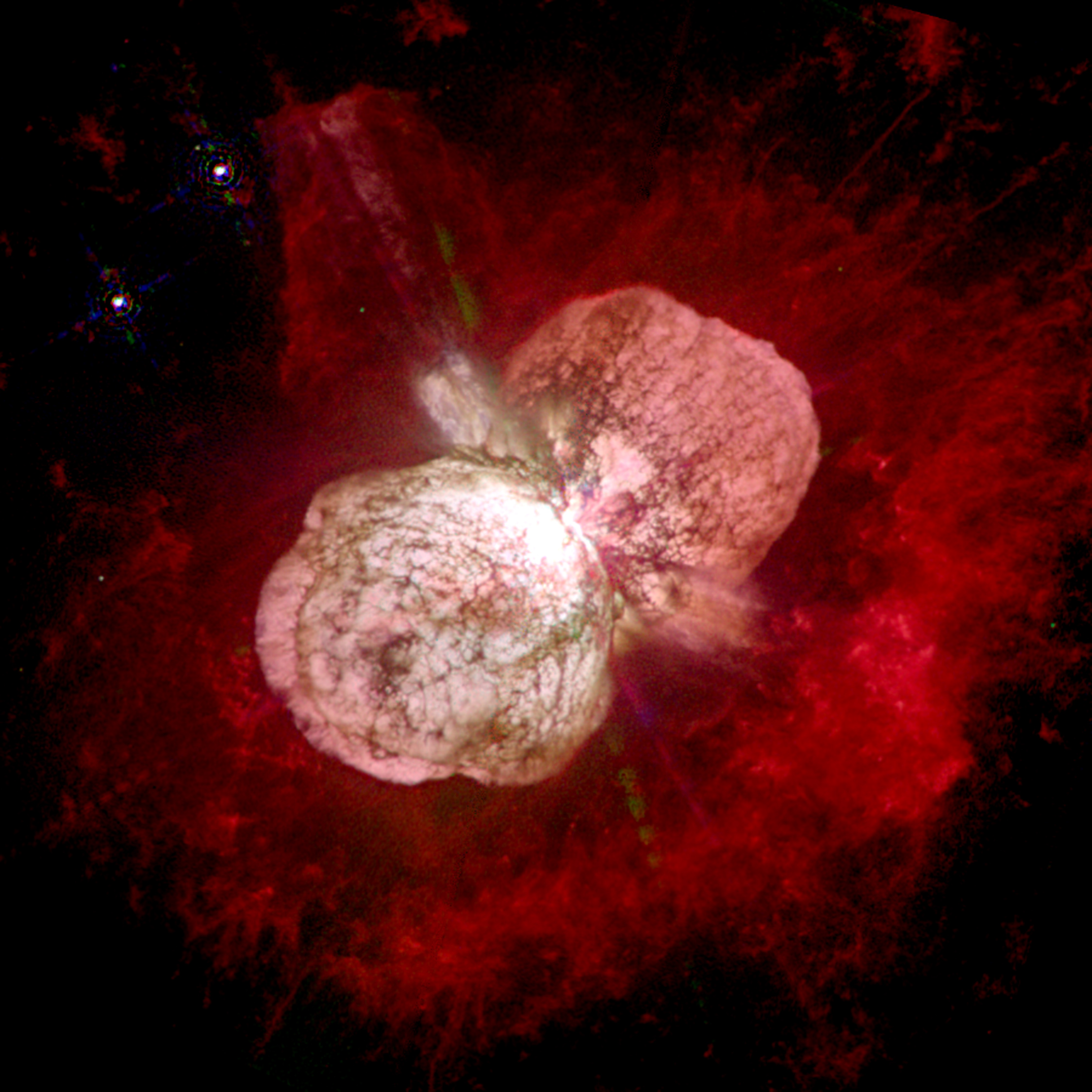
Supernova captada en 1998 por el Telescopio espacial Hubble.

Maternidad estelar es el término utilizado en la astronomía para describir el proceso en el cual se crean nuevas estrellas a partir de la explosión de otras, es decir, una supernova. Este proceso se lleva a cabo cuando las supernovas al terminar su explosión producen nebulosas (constituidas principalmente por hidrógeno y helio), donde a partir de estos fenómenos de condensación y polvo estelar, que por el efecto de la presión y atracción gravitatoria se concentran en un núcleo que acabará con la formación estelar.
El término maternidad es acuñado por el hecho de que a partir de estrellas son formadas estrellas, es decir que las estrellas son las mismas procreadoras de éstas, de forma que el espacio interestelar siempre está formando un constante dialelo. 